# Melittia nepcha
Melittia nepcha is een vlinder uit de familie wespvlinders (Sesiidae), onderfamilie Sesiinae.
Melittia nepcha is voor het eerst wetenschappelijk beschreven door Moore in 1879. De soort komt voor in het Oriëntaals gebied.